# IC 4613
IC 4613 је ознака објекта на координатама са ректансцензијом 16h 37m 10,0s и деклинацијом + 36° 7" 48'. Открио га је Гијом Бигурдан, 28. јуна 1895. Каснијим посматрањима на том положају није уочен никакав астрономски објекат.